# Stazione di Bastia Umbra
La stazione di Bastia è una stazione ferroviaria posta lungo la linea Foligno-Terontola. Serve il centro abitato di Bastia Umbra.